# Kaarniemi
Kaarniemi est un quartier et un village de Kotka en Finlande.

## Présentation
Situé a une vingtaine de kilomètres du centre-ville de Kotka, Kaarniemi est le village le plus à l'est de la côte de Kotka. 
Kaarniemi se compose d'une crête rocheuse boisée bordée par les côtes rocheuses de Kaarniemenlahti (baie de Kaarniemi) du golfe de Finlande.
La population du village est concentrée autour de la route Kaarniementie.
Kaarniemi abrite, entre-autres, l'atelier d'usinage Kotka Power Tech.
Kaarniemi est un centre de loisirs qui abrite notamment le camping municipal de Luovi, les camps de Ristiniemi et Höyteri de la paroisse de Kotka-Kymi, le centre d'activités de Kaarniemi et le centre de vacances de Sähköliito,,,.

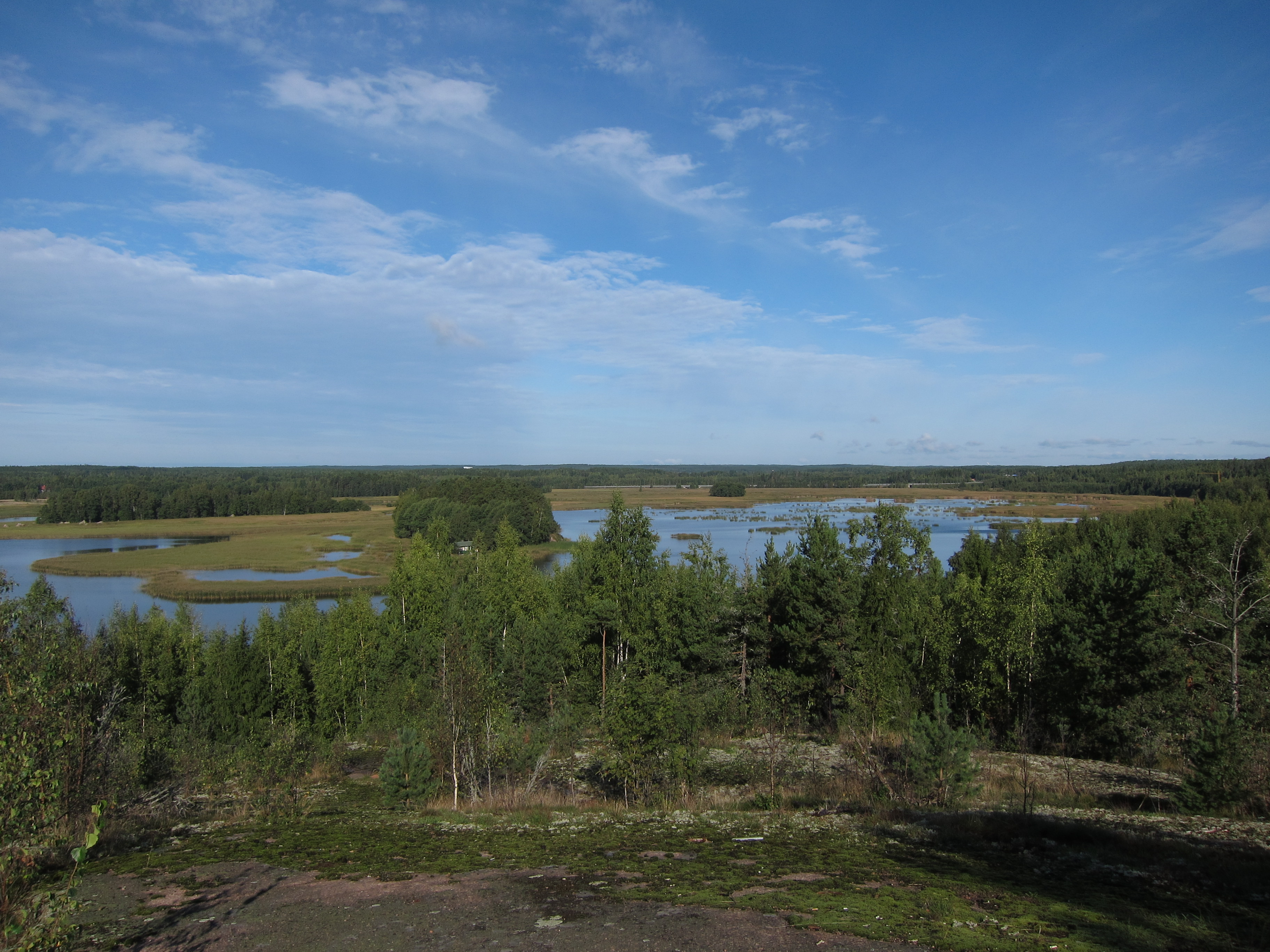
Kaarniemenlahti.

## Transports
Saksala est desservi par la route nationale 7 et par la route régionale 170.
La ligne de bus 1 (Kotka-Hamina) passe a côté de Kaarniemi.